# 小行星4302
小行星4302（英語：4302 Markeev）是一颗围绕太阳公转的小行星。1968年4月22日，塔瑪拉·米哈伊洛夫那·斯米爾諾娃在克里米亚发现了此天体。
这颗小行星的绝对星等为101.72917等。